# نام‌گذاری چرخند حاره‌ای
چرخندهای حاره‌ای و چرخندهای جنب‌حاره‌ای را مراکز هشدار مختلفی نامگذاری می‌کنند تا برقراری ارتباط بین پیش بینی کنندگان و عموم در خصوص پیش بینی‌ها، هشدارها تسهیل شود. از آنجا که این سامانه‌ها ممکن است یک هفته یا بیشتر به طول بینجامند باور بر این است که این نام‌ها می‌توانند گیج شدن در خصوص طوفان مورد اشاره را کاهش دهند.
در اقیانوس اطلس شمالی چرخندهای استوایی یا غیر استوایی پس از تشخیص شدت آنها و در صورتی که بادهایی با سرعت حداقل ۳۴ گره (۳۹ مایل بر ساعت؛ ۶۳ کیلومتر بر ساعت) داشته باشند از سوی مرکز ملی توفند نامگذاری می‌شوند. شش فهرست نام وجود دارد که هر شش سال گردش می‌کند.